# Drużynowe Mistrzostwa Polski w Lekkoatletyce 2019
Drużynowe Mistrzostwa Polski w sezonie 2019 – rozgrywki organizowane przez Polski Związek Lekkiej Atletyki, podzielone na dwie rundy, z których pierwsza jest rozgrywana systemem wieloterminowym w dniach 11.05-30.06.2019, natomiast druga runda finałowa jest bezpośrednią rywalizacją 8 najlepszych drużyn dnia 01.08.2019 w Jeleniej Górze. Mistrz DMP jest jednocześnie mistrzem ligi lekkoatletycznej.

## Regulamin i zasady rozgrywek
- w rozgrywkach mogą uczestniczyć drużyny klubowe i zawodnicy posiadający ważną licencję na dany rok

- w I rundzie każdy może zgłosić do konkurencji indywidualnych do 30 zawodników

- zawodnik może być zgłoszony tylko do jednej konkurencji (I runda)

- w jednej konkurencji drużyna może wystawić najwyżej 3 zawodników (I runda)

- w II rundzie klub jest zobowiązany w każdej konkurencji wystawić jednego zawodnika (w biegu rozstawnym
jeden zespół)

- klub, który wywalczy awans do II rundy i nie stawi się na starcie zostanie obciążony karą finansową w wysokości 1 000,00 złotych.

- W I rundzie PZLA Drużynowych Mistrzostw Polski kluby startują w zawodach lekkoatletycznych ujętych w kalendarzu PZLA posiadających minimum klasę sportową I oraz ujętych w kalendarzu EA i IAAF (rangi co najmniej Area Permit) w terminie od 11 maja do 30 czerwca 2019 Dodatkowo do rozgrywek wliczane są wyniki chodu sportowego na 20 km w Zaniemyślu (14 kwietnia) oraz mistrzostwa Polski w biegu na 10 000
m (28 kwietnia).

- Do II rundy PZLA Drużynowych Mistrzostw Polski awansuje 8 najlepszych zespołów z największą liczbą punktów zdobytych w I rundzie. Klub może być reprezentowany tylko przez jeden zespół w II rundzie Drużynowych Mistrzostw Polski.

### Klasyfikacja
O kolejności klubów w rozgrywkach decydują:

- w II rundzie PZLA Drużynowych Mistrzostw Polski – tylko wyniki uzyskane w II rundzie.
- o kolejności pozostałych zespołów – liczba punktów uzyskanych w I rundzie.
W przypadku braku rozstrzygnięcia (identyczna suma punktów zdobyta przez dwa lub więcej kluby) zespoły w obu rundach są klasyfikowane wg najlepszych punktowo wyników indywidualnych w każdym klubie.

Klasyfikacja końcowa PZLA Drużynowych Mistrzostw Polski:
- Ekstraklasa - zespoły sklasyfikowane na miejscach 1-8 po II rundzie oraz 9-16 po I rundzie,
- I liga - zespoły sklasyfikowane na miejscach 17-32 po I rundzie,
- II liga - zespoły sklasyfikowane na miejscach 33-48 po I rundzie,
- III liga - zespoły sklasyfikowane poniżej 48 miejsca po I rundzie.

Zespół zakwalifikowany do II rundy PZLA Drużynowych Mistrzostw Polski, który nie stanie na starcie II rundy,
nie zostanie sklasyfikowany.

## Ostateczna klasyfikacja DMP
| Miejsce     | Nazwa klubu                  | I runda     | I runda     | II runda    | II runda    |
| Miejsce     | Nazwa klubu                  | - pkt.      | - os.       | - pkt.      | - os.       |
| Ekstraklasa | Ekstraklasa                  | Ekstraklasa | Ekstraklasa | Ekstraklasa | Ekstraklasa |
| ----------- | ---------------------------- | ----------- | ----------- | ----------- | ----------- |
| 1           | AZS-AWF Warszawa             | 2967        | 20          | 113,5       | 20          |
| 2           | AZS UMCS Lublin              | 2932        | 20          | 113,0       | 20          |
| 3           | KS AZS AWF Wrocław           | 2909        | 20          | 110,0       | 19          |
| 4           | OŚ AZS Poznań                | 2906        | 20          | 108,5       | 21          |
| 5           | AZS-AWF Kraków (M)           | 2580        | 20          | 108,0       | 20          |
| 6           | KS Podlasie Białystok        | 2785        | 20          | 91,0        | 21          |
| 7           | RKS Łódź                     | 2339        | 20          | 80,0        | 21          |
| 8           | KS Agros Zamość              | 2297        | 20          | DNS         |             |
| 9           | KS KU Politechniki Opolskiej | 2261        | 20          |             |             |
| 10          | AZS Łódź                     | 2261        | 20          |             |             |
| 11          | AZS-AWF II Warszawa          | 2204        | 20          |             |             |
| 12          | AZS UMCS II Lublin           | 2057        | 20          |             |             |
| 13          | MKL Toruń                    | 2001        | 20          |             |             |
| 14          | AZS-AWF II Kraków            | 1818        | 20          |             |             |
| 15          | KS Podlasie II Białystok     | 1603        | 20          |             |             |
| 16          | BKS Bydgoszcz                | 1541        | 20          |             |             |
| I Liga      |                              |             |             |             |             |
| 17/1        | LŁKS Prefbet Śniadowo Łomża  | 1526        | 20          |             |             |
| 18/2        | CKS Budowlani Częstochowa    | 1451        | 20          |             |             |
| 19/3        | KS AZS AWF Biała Podlaska    | 1348        | 18          |             |             |
| 20/4        | GKS Olimpia Grudziądz        | 1234        | 20          |             |             |
| 21/5        | KKL Kielce                   | 1182        | 16          |             |             |
| 22/6        | AZS UMCS III Lublin          | 1040        | 19          |             |             |
| 23/7        | MKS Czechowice-Dziedzice     | 1026        | 20          |             |             |
| 24/8        | GKS Piast Gliwice            | 1021        | 20          |             |             |
| 25/9        | TK AKS Chorzów               | 873         | 15          |             |             |
| 26/10       | KS Podlasie III Białystok    | 853         | 19          |             |             |
| 27/11       | UKS Gimpel Nowy Targ         | 607         | 20          |             |             |
| 28/12       | KS Cracovia 1906 Kraków      | 602         | 12          |             |             |

## Źródła
- Regulamin DMP 2019[1]
- Wyniki DMP 2019[2][3]
- Wyniki szczegółowe DMP w/g klubów[4]
- Klasyfikacja końcowa I rundy DMP 2019[5]